# دیوید لین (دونده)
دیوید لین (انگلیسی: David Lean؛ زادهٔ ۲۲ اوت ۱۹۳۵) دونده دو ۴۰۰ متر بامانع و دو ۴ در ۴۰۰ متر امدادی اهل استرالیا بود.